# Вулиця Бен-Єгуди (Єрусалим)
Вулиця Бен-Єгуди (івр. רחוב בן יהודה; також відома як «Мідрахов» (івр. מדרחוב) — головна вулиця в центрі Єрусалиму. Вона з'єднується з вулицею Яффо і Короля Георга, утворюючи центральний діловий район «Трикутник». Зараз це пішохідна зона, закрита для руху автотранспорту. Вулиця проходить від перехрестя вулиці Короля Георга на схід до площі Ціон та вулиці Яффо. Вулицю назвали на честь засновника сучасного івриту Еліезера Бен-Єгуди.

## Історія
Вулиця Бен-Єгуди була однією з головних вулиць Єрусалиму ще задовго до створення Держави Ізраїль у 1948 році. Будучи завантаженою магістраллю, вулиця була основною мішенню для терористичних вибухів у період з 1948 року, коли сталася найбільша трагедія, до 2001 року, під час Другої інтіфади.
У 1983 році вулицю перекрили для автомобільного руху. На івриті це називається «мідрахов» («пішохідна зона» — неологізм в івриті, утворений від слів «мідраха» [тротуар] і «рехов» [вулиця]). Вздовж вулиці багато сувенірних крамниць і магазинів, що торгують юдаїкою, тротуарними кафе, а впродовж дня там грають вуличні музиканти. Довший час вулиця вважалася «світським серцем Єрусалиму», але з 2000-х років ортодоксальна єврейська молодь, яка ще не визначилася остаточно зі своєю вірою, теж почала там з'являтися.

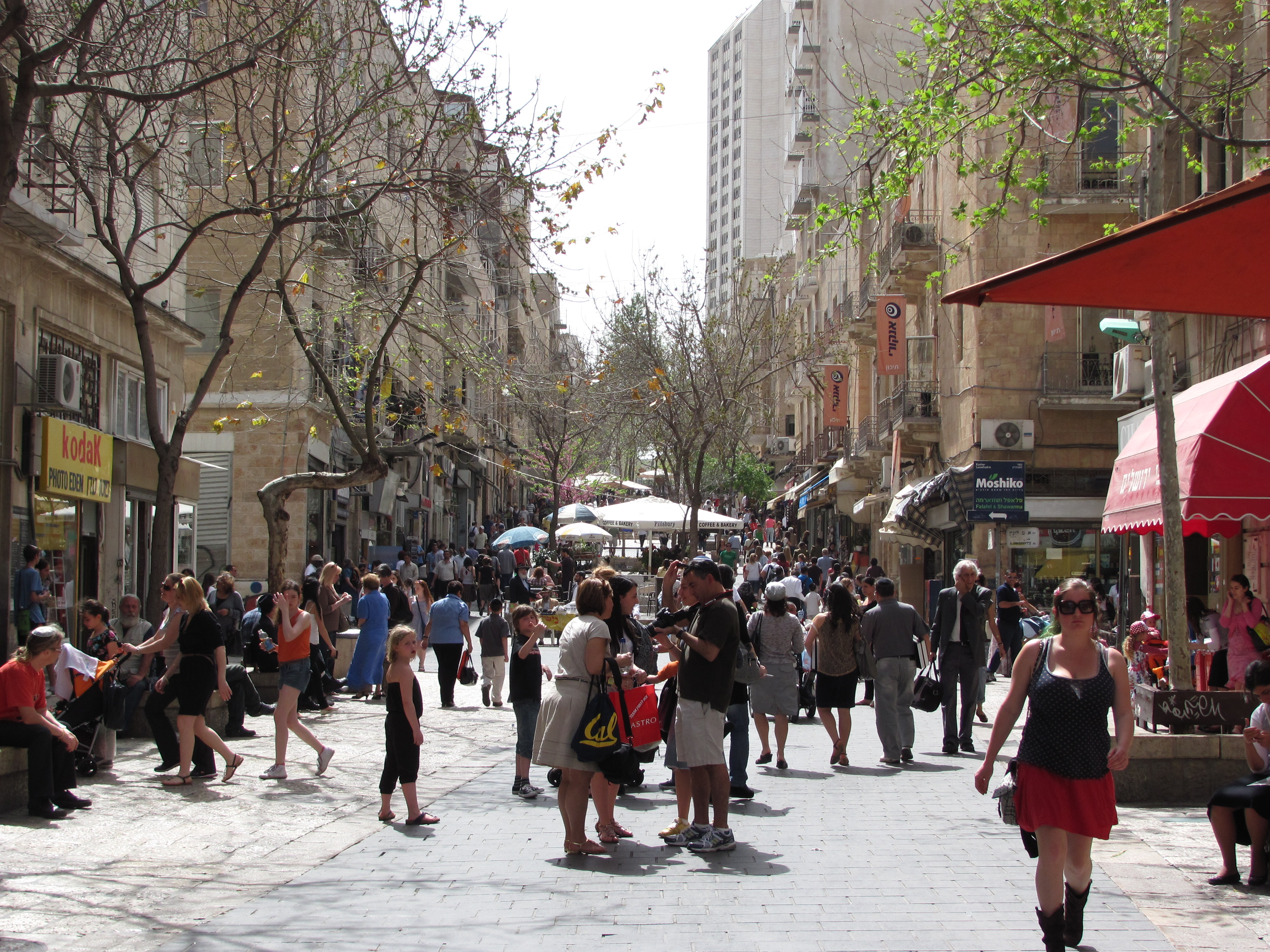
Вулиця Бен-Єгуди вдень
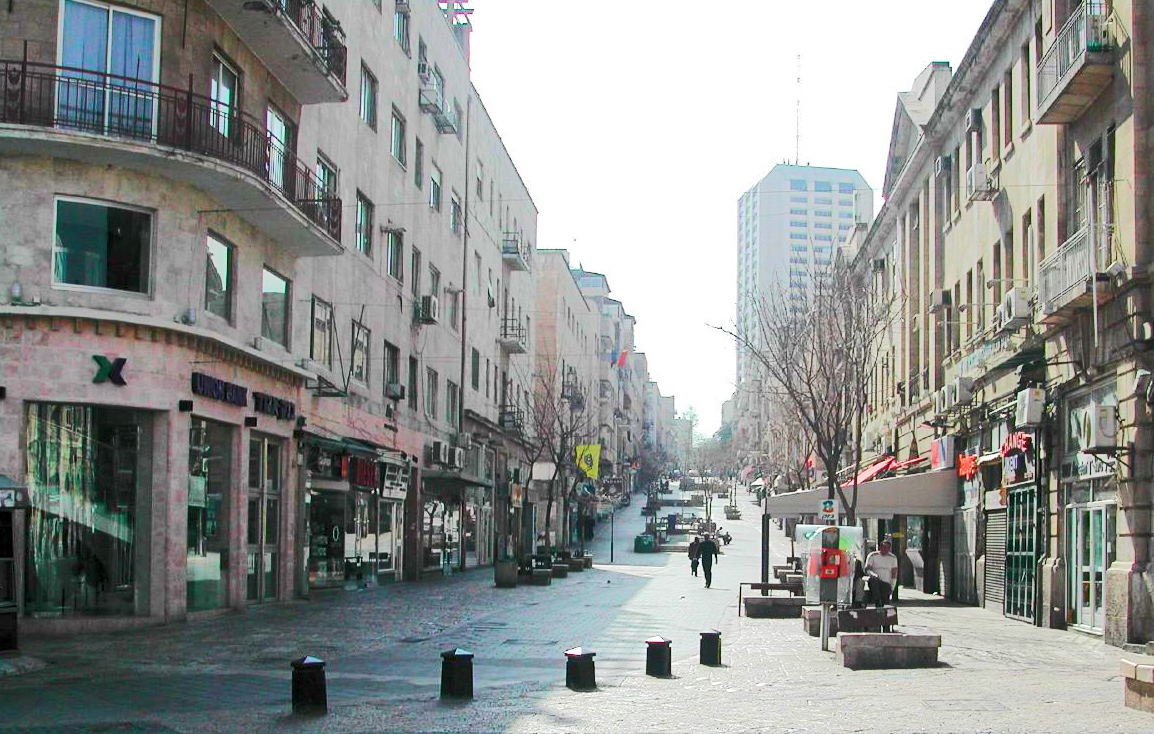
Вулиця Бен-Єгуди в шабат, коли підприємства закриті (вид з площі Ціон)

Комедійний клуб «Off the Wall Comedy Empire» (букв. «Імперія дивної комедії», також відомий як «Off the Wall Comedy Basement») розташований на цій вулиці.

## Виноски
1. ↑  Sheleg, Yair (3 грудня 2001). A short history of terror. Haaretz. Архів оригіналу за 1 квітня 2014. Процитовано 8 червня 2010.
2. ↑  מדרחוב בן יהודה (Hebrew). greenmap.org. Архів оригіналу за 21 липня 2011. Процитовано 8 червня 2010.
3. ↑  Ben-Yehuda Street. Fodor's. 2010. Архів оригіналу за 29 червня 2011. Процитовано 9 червня 2010.
4. ↑  Ben Yehuda Street. gojerusalem.com. Архів оригіналу за 10 грудня 2013. Процитовано 8 червня 2010.
5. ↑  Carmeli, Yoram S.; Applbaum, Kalman (24 квітня 2004). Consumption and Market Society in Israel. Berg Publishers. ISBN 9781859736890. Архів оригіналу за 16 лютого 2022. Процитовано 16 лютого 2022.
6. ↑  OFF THE WALL COMEDY THEATER. OFF THE WALL COMEDY THEATER. Архів оригіналу за 26 січня 2022. Процитовано 16 лютого 2022.